# Xixing (sockenhuvudort i Kina, Heilongjiang Sheng, lat 49,41, long 127,27)
Xixing (kinesiska: 西兴, 西兴乡) är en sockenhuvudort i Kina. Den ligger i provinsen Heilongjiang, i den nordöstra delen av landet, omkring 410 kilometer norr om provinshuvudstaden Harbin. Antalet invånare är 7 654. Befolkningen består av 3 714 kvinnor och 3 940 män. Barn under 15 år utgör 14,0 %, vuxna 15-64 år 80 %, och äldre över 65 år 4,0 %.
Runt Xixing är det ganska glesbefolkat, med 26 invånare per kvadratkilometer. Närmaste större samhälle är Sunwu, 3,3 km öster om Xixing. Trakten runt Xixing består till största delen av jordbruksmark.
Genomsnittlig årsnederbörd är 976 millimeter. Den regnigaste månaden är juli, med i genomsnitt 230 mm nederbörd, och den torraste är januari, med 11 mm nederbörd.